# Scott Strausbaugh
Scott Strausbaugh, född den 23 juli 1963 i York, Pennsylvania, är en amerikansk kanotist.
Han tog OS-guld i C-2 i slalom i samband med de olympiska kanottävlingarna 1992 i Barcelona.